# 紀元前470年
紀元前470年（きげんぜん470ねん）は、ローマ暦の年である。
当時は、「ポティトゥスとマメルクスが共和政ローマ執政官に就任した年」として知られていた（もしくは、それほど使われてはいないが、ローマ建国紀元284年）。紀年法として西暦（キリスト紀元）がヨーロッパで広く普及した中世時代初期以降、この年は紀元前470年と表記されるのが一般的となった。

## 他の紀年法
- 干支 : 辛未
- 日本
  - 皇紀191年
  - 孝昭天皇6年
- 中国
  - 周 - 元王7年
  - 秦 - 厲共公7年
  - 晋 - 出公5年
  - 楚 - 恵王19年
  - 斉 - 平公11年
  - 燕 - 孝公28年
  - 趙 - 襄子6年
- 朝鮮
  - 檀紀1864年
- ベトナム :
- 仏滅紀元 : 75年
- ユダヤ暦 : 3291年 - 3292年

## できごと

### ギリシア
- パウサニアスは、ヘイロタイの反乱を煽動してスパルタの実権を握ろうとしていると疑われ、捕縛を逃れてアテーナー＝カルキオイコス（青銅の家のアテーナー）神殿 (the Temple of Athena of the Brazen House) に逃げ込んだ。スパルタ人たちは、神殿の聖域を尊重して踏み込まず、脱出されないように外から神殿を封鎖して、パウサニアスを衰弱死に追い込んだ。

### 中国
- 衛の出公が宋に亡命した。
- 魯の哀公が越から帰国した。

### 建築
- ギリシアのオリュンピアでゼウス神殿の建設が始まる。ラピタイ族とケンタウロス族の争いの中に立つアポローンのレリーフ彫刻（現在、断片がオリンピア考古学博物館蔵）も、その一部として制作されたものである。（おおよその年代）

### 美術
- デルポイのアポローン神殿に、紀元前478年ないし紀元前474年のピューティア大祭における勝利の記念物として、デルフィの御者 (Charioteer of Delphi) 像（現在は、デルフィ考古学博物館蔵）が立てられた。（おおよその年代）
- パンの画家 (Pan Painter) が、アルテミスがアクタイオーンを殺す場面を赤絵式の技法で描き込んだ鐘型クラテール（ワインを水で希釈するのに用いる土器）を制作した。（おおよその年代）

## 誕生
- ミレトスのアスパシア - アテナイの政治家ペリクレスの愛人（紀元前400年ころ没）
- 墨子 - 中国の哲学者（おおよその年代）（紀元前390年ころ没）

## 死去
- パウサニアス - ギリシア・ペルシア戦争期におけるスパルタの司令官